# European Currency Unit
ECU (ang. European Currency Unit) – jednostka rozliczeniowa w Europejskim Systemie Monetarnym używana w latach 1979–1998; pełniła ponadto funkcję składnika rezerw walutowych w krajach Unii Europejskiej. Symbol waluty według normy ISO 4217 brzmiał: XEU. Określenie ECU było nie tylko skrótem od angielskiego European Currency Unit, ale też nawiązywało do wyrazu écu, oznaczającego starą francuską monetę. Symbol waluty ₠ (zgodnie ze standardem Unicode: U+20A0 EURO-CURRENCY SIGN (nie mylić z U+20AC € EURO SIGN)) to stylizowane C oraz E, które są pierwszymi literami nazwy European Community (pol. Wspólnota Europejska).

## Historia
W 1981 roku zastąpiła Europejską Jednostkę Rozrachunkową (EUA).
1 stycznia 1999 zastąpiona przez euro w relacji 1 ECU = 1 EUR. Nigdy nie była pieniądzem i nie przyjmowała postaci materialnej. Była konstrukcją prawno-finansową, umożliwiającą rozliczanie się w handlu międzynarodowym.
ECU miała służyć jako:
- podstawa funkcjonowania symetrycznego mechanizmu wahań,
- instrument spłaty pożyczek między bankami centralnymi w ramach Europejskiego Systemu Walutowego,
- środek obrachunkowy i płatniczy w operacjach międzynarodowych,
- waluta rezerwowa.

Traktat z Maastricht zatwierdził stały udział poszczególnych walut w koszyku:
| 33,2% | marka niemiecka     |
| 20,7% | frank francuski     |
| 10,4% | gulden holenderski  |
| 10,3% | funt szterling      |
| 8,5%  | frank belgijski     |
| 7,3%  | lir włoski          |
| 4,3%  | peseta hiszpańska   |
| 2,7%  | korona duńska       |
| 1,0%  | funt irlandzki      |
| 0,7%  | escudo portugalskie |
| 0,5%  | drachma grecka      |
| 0,3%  | frank luksemburski  |

Waluty krajów, które przystąpiły do Unii Europejskiej w 1995 roku – Austria, Finlandia, Szwecja – nie znalazły się w koszyku walutowym.
Różnica między wartością ECU, wyliczoną zgodnie z kursami centralnymi, a wartością wyliczoną zgodnie z kursami rynkowymi jest wskaźnikiem dywergencji wartości tych walut, w stosunku do kursu centralnego.
ECU uwzględnia różnice w kursach rynkowych i kursach centralnych wszystkich walut, dlatego jest uznawany za lepszy wskaźnik dywergencji, niż różnice między kursami bilateralnymi.